# CIP2A
El CIP2A (Inhibidor cancerigen de la fosfatasa 2a o PP2A) (en anglès, cancer inhibitor of protein phosfatase 2A) és un supressor tumoral crític de llarga durada (long-lived proteins, LLP) present en els humans, que inactiva la PP2A, encarregada de la regulació d'impulsors crítics de càncer (Akt, Myc, E2F1), promovent la malignitat en la majoria de neoplàsies.
Aquest tipus de proteïna té la característica que, a diferència de les altres proteïnes, no serà substituïda en el cas que provoqui alteracions químiques greus o altres tipus de dany cel·lular.

## Estructura
L'estructura CIP2A es caracteritza per una formació d’homodímers. Cada dímer s'assembla a un doble ganxo retorçat en sentit contrari. Presenta dues cadenes principals (A i B); la primera cadena (A) comença amb un residu inicial de THR 4 i acaba amb un residu terminal de GLU 560, mentre que la segona cadena (B) comença amb un residu terminal d'ALA 5 i acaba amb el mateix residu terminal que la primera cadena, el GLU 560.
El monòmer CIP2A (1-560) és una proteïna totalment helicoidal, amb la major part de la molècula formada per repeticions de tipus armadillo, i que es pot dividir, en subdominis de «punta», «tija» i dimeritzacions C. Els primers 185 residus formen un domini de punta, que consisteix en cinc repeticions d'armadillo escurçades. Després d'un bucle de formació de torsió, els residus 188-505 formen el domini tija, que consisteix en les repeticions d'armadillo atípiques 6-11; els residus 507-559 formen tres hèlixs que són responsables de la dimerització de CIP2A(1-560).
En el conjunt de l'estructura secundaria s'han detectat 34 hèlixs amb un clar predomini de la conformació right-handed alpha hèlix (69%), seguit d'altres conformacions no especificades (29,4%) i la presència menor de right-handed 310 hèlixs (1,5%). També presenta 79 interaccions hèlix-hèlix, 29 girs betas i 7 girs gamma.

## Funció
La CIP2A inhibeix l'activitat supressora de tumors de la PP2A en les neoplàsies humanes cap al factor de transcripció oncogènica c-Myc, per tant, impedeix la degradació proteolítica de c-Myc. Aquest inhibidor és capaç de promoure la proliferació de cèl·lules canceroses, el creixement de les cèl·lules, independentment de l'ancoratge, i la resistència a l'apoptosi.
A més a més, la CIP2A és necessària pel creixement cel·lular maligne i per la formació de tumors in vivo. D'acord amb el paper oncogènic de CIP2A, la sobre expressió de CIP2A promou el creixement cel·lular induït per Ras, el creixement de les cèl·lules, independentment de l’ancoratge, la resistència a l’apoptosi i la transformació de les cèl·lules humanes immortalitzades (HEK-TERVs).
S'ha demostrat que la CIP2A regula la fosforilació i l'activitat de moltes altres oncoproteïnes i que impulsa el creixement cel·lular maligne i la gènesi tumoral en diversos tipus de càncer humà. Cal destacar que els ratolins amb deficiència CIP2A són variables, el que suggereix que la focalització de la funció oncogènica de CIP2A no donaria lloc a efectes secundaris greus.
L’activitat supressora de la CIP2A té lloc quan la oncoproteïna inhibidora inactiva la proteïna fosfatasa 2A (PP2A) que regula la fosforilació de l'Akt (Proteïna Kinasa B) i estabilitza el c-Myc (Producte oncogènic c-Myc) en cèl·lules canceroses. És per aquest motiu que la inhibició de l'activitat PP2A és fonamental per a la transformació de cèl·lules humanes immortalitzades a cèl·lules canceroses malignes.
Aquesta oncoproteïna mostra una sobreexposició molt prevalent i s'associa amb una mala supervivència dels pacients amb diversos tipus de càncer. Així doncs, la CIP2A ha estat proposada com un mecanisme potencial per a la inhibició generalitzada de l'activitat supressora tumoral de PP2A en les malignasses humanes. A més a més, un estudi també va determinar que hi havia una relació entre la CIP2A i la malaltia neurodegenerativa Alzheimer.

### PP2A
La proteïna fosfatasa 2A (PP2A) és una fosfatasa trimèrica de serina-treonina que consta d'una subunitat C catalítica (PP2Ac), una subunitat A i diverses subunitats B reguladores.
S'ha estimat que els complexos PP2A poden desfosforilar col·lectivament una gran majoria de proteïnes cel·lulars fosforilades en serina/treonina, incloent-hi un gran nombre de fosfoproteïnes implicades en el manteniment i progressió del càncer. Algunes d'aquestes proteïnes són Akt, p53, c-Myc and β-catenina.
El paper funcional de la PP2A com a supressor de tumors humans va estar validat per estudis iniciats pel laboratori de Weinberg, que van demostrar que les cèl·lules humanes normals immortalitzades mitjançant la sobreexposició de TERT i la inhibició de p53 i Rb, no podien ser transformades per formes oncogèniques de H-Ras sense la inhibició simultània de l'activitat de la PP2A.
Aquests estudis van establir el paradigma que l'augment de l'activitat de les cinases oncogèniques no és suficient per impulsar la transformació de les cèl·lules humanes si no s'inhibeix simultàniament l'activitat de la PP2A. En contrast amb el supressor tumoral p53, que els tumors humans s'inactiva principalment per mutacions, les proteïnes del complex PP2A muten amb baixa freqüència, més aviat, semblen ser inhibides per la sobre expressió de proteïnes inhibidores de PP2A com CIP2A, PME-1 i SET.

## Mecanismes de la CIP2A
El mecanisme molecular exacte pel qual la CIP2A inhibeix l'activitat catalítica de la PP2A no acaba d'estar clar. No obstant això, diversos estudis suggereixen que la inhibició de l'activitat de la PP2A associada a c-Myc és un dels mecanismes pels quals la CIP2A afavoreix el creixement cel·lular maligne. A més, també s'ha detectat que a través de la inhibició de l'activitat de la PP2A, la CIP2A també intervé en la regulació d'altres proteïnes o vies, com l'Akt, p53, MEK1, E2F1, DAPk i PLK1. No obstant això, no es pot descartar que la CIP2A pugui exercir les seves propietats oncogèniques a partir d'altres mecanismes encara no identificats.

### MYC
El MYC és un dels oncogens més estudiats, el qual es troba implicat en diversos processos cel·lulars malignes.
A escala post , la proteïna MYC està regulada pel mecanisme de fosforilació, gràcies a diverses cinases com ERK, JNK2, CK2 i Cdk1, les quals fosforilen la MYC en la serina 62, que és el residu objectiu de la proteïna PP2A. Aquesta proteïna té un paper molt important en la desfosforilació de cinases. Així doncs, la inhibició de la PP2A, per acció de la CIP2A, promou la fosforilació de MYC, incrementant d'aquesta manera l'estabilitat i l'activitat de transcripció i oncogènica de la MYC.

### AKT
La via de senyalització d'AKT s'activa en una àmplia gamma de tipus de tumors i impulsa la proliferació i la supervivència de les cèl·lules canceroses. Els complexos PP2A controlen l'activitat d'AKT mitjançant la desfosforilació de la treonina 308 i la serina 473 d'AKT de manera dependent del context. Així doncs, una inhibició, per part de la CIP2A, augmenta la proliferació i supervivència de les cèl·lules canceroses.

## Interaccions moleculars

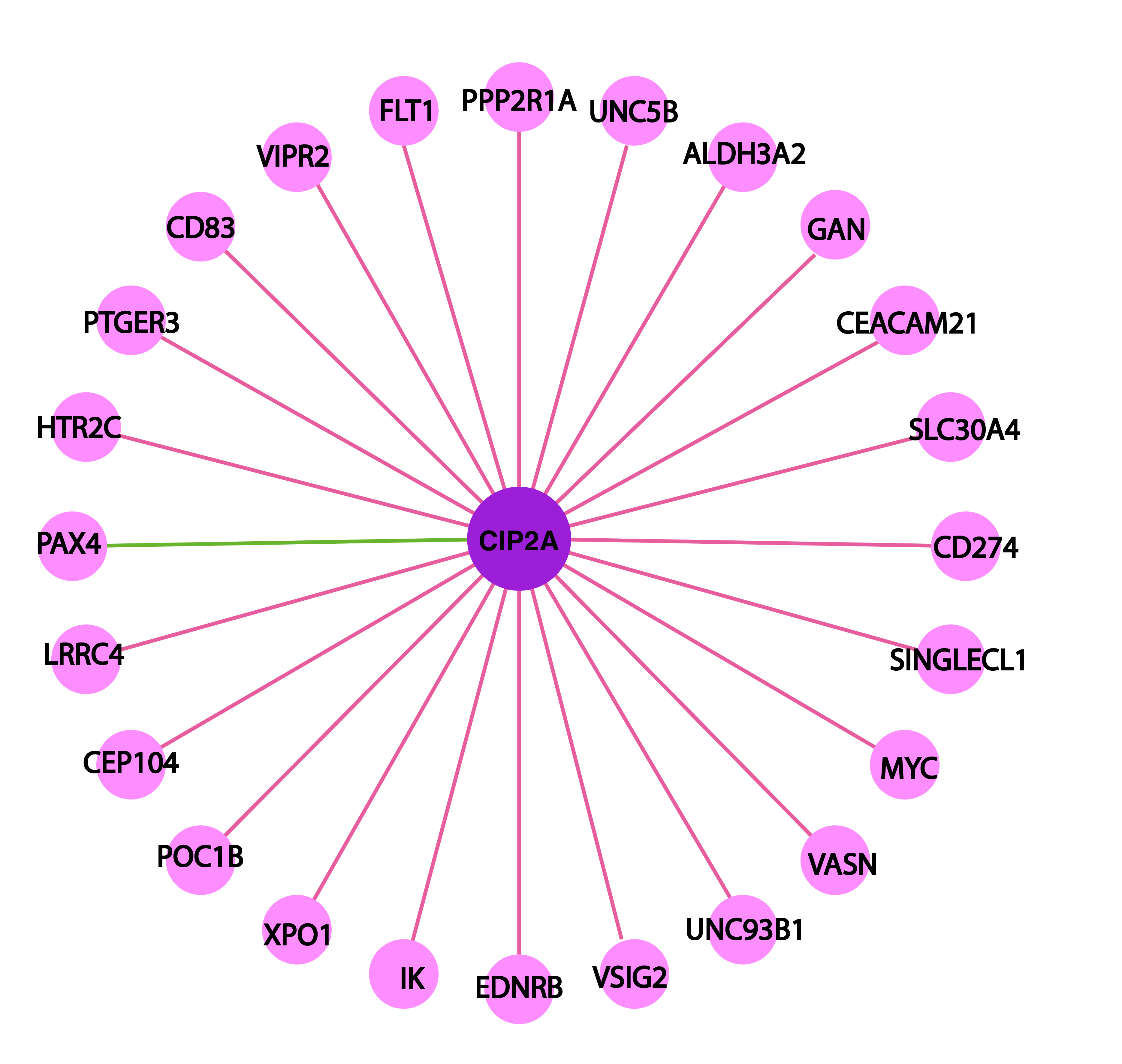
Vies d'interacció que la proteïna CIP2A realitza amb altres gens.

Mitjançant bases de dades d'enzims i les seves vies s'observa, en conseqüència, com la proteïna inhibidora de PP2A duu a terme interaccions amb altres gens.
- PPP2R1A: codifica una subunitat reguladora constant de la proteïna fosfatasa 2. PPP2R1A és una de les quatre principals fosfatases serina i treonina i està implicada en el control negatiu del creixement i la divisió cel·lular. És un enzim central heteromèric comú compost per una subunitat catalítica i una subunitat reguladora constant que s'associa amb altres.
- UNC5B: codifica un membre de la família de receptors netrina. La proteïna controla l'efecte repulsiu de la netrina-1 i és un receptor de netrina vascular. Aquesta proteïna codificada també es troba en un grup de proteïnes anomenades receptors de dependència (DpR) que participen en processos pro i antiapoptòtics. Moltes DpR estan involucrades en l'embriogènesi i la progressió del càncer.
- ALDH3A2: Els isoenzims de l’aldehid deshidrogenasa tenen un paper important en la desintoxicació dels aldehids generats pel metabolisme de l’alcohol i la peroxidació dels lípids. Aquest producte gènic catalitza la oxidació d’aldehids alifàtics a àcids grassos. Les mutacions en el gen causen la síndrome de Sjögren-Larsson.
- GAN: codifica un membre de la família de repeticions citoesquelètiques BTB (Broad/complex/Tramtrack/Bric a brac). La proteïna participa a l'estructura dels neurofilaments i participa en la mediació d’ubiquinitació i la degradació d’algunes proteïnes.
- CEACAM21: molècula d'adhesió cel·lular relacionada amb l'antigen carcinoembriogènic 21.
- SLC30A4/ ZNT4: el zinc és un element essencial que desenvolupa una funció estructural i catalítica. Participa en les proteïnes d'unió a l'ADN i paral·lelament duu a terme una funció catalítica en els metal·loenzims. Els ZNT participen en el transport de zinc fora del citoplasma i té estructures similars que consten de sis dominis i espirals citoplasmàtics rics en histidina.
- CD274: codifica un lligand del receptor immunoinhibidor que és expressat per cèl·lules hematopoètiques i no hematopoètiques, com cèl·lules T i cèl·lules B i diversos tipus de cèl·lules tumorals. La proteïna codificada és transmembrana de tipus I i té dominis de tipus V i tipus C d'immunoglobulina. La interacció d'aquest lligant amb el receptor inhibeix l'activació de les cèl·lules T i la producció de citocines. Durant la infecció o inflamació del teixit normal, la interacció pot prevenir l'autoimmunitat mantenint l'homeòstasi de la resposta immunitària. En microambients tumorals, aquesta interacció proporciona una fuita immunitària per a les cèl·lules tumorals a través de la inactivació de les cèl·lules T citotòxiques. L'expressió d'aquest gen a les cèl·lules tumorals pronòstica en molts casos diversos tipus de neoplàsies malignes humanes, inclosos el càncer de còlon i el carcinoma de cèl·lules renals.
- SIGLECL1: molècula d’adhesió cel·lular que es troba a la superfície dels macròfags. És una lectina de tipus I amb dominis d’immunoglobulina. Aquesta molècula s'uneix a l’acid siàlic.
- MYC: és un proto-oncogen i codifica una fosfoproteïna nuclear que té un paper en la progressió del cicle cel·lular, l'apoptosi i la transformació cel·lular. La proteïna codificada forma un heterodímer amb el factor de transcripció relacionat MAX. Aquest complex s'uneix a la seqüència consens d'ADN de la caixa E i regula la transcripció de gens diana específics. L'amplificació d'aquest gen s'observa freqüentment en nombrosos càncers humans. Les translocacions que impliquen aquest gen s'associen amb el limfoma de Burkitt i el mieloma múltiple en pacients humans.
- VASN: la caracterització inicial de VASN va mostrar que, quan se sobreexpressa en cèl·lules CHO, inhibeix la senyalització de TGFβ atrapant el lligand.
- UNC93B: codifica una proteïna que participa a la resposta immune innata i adaptativa mitjançant la regulació de la senyalització del receptor de tipus toll. La proteïna codificada transmet receptors de tipus toll que detecten nucleòtids a l'endolisosoma des del reticle endoplàsmic. La deficiència de la proteïna codificada ha estat associada amb encefalitis per herpes simple.
- VSIG2: codifica una proteïna amb el domini V-set i immunoglobulina.
- EDNRB: codifica una proteïna unida a una proteïna G que activa un sistema de segon missatger fosfatidilinositol-calci. El lligand, l'endotelina, consta d'una família de tres pèptids vasoactius potents: ET1, ET2 i ET3. Els estudis suggereixen que el trastorn multigènic, la malaltia de Hirschsprung tipus 2, es deu a mutacions al gen del receptor d'endotelina tipus B.
- IK: la proteïna codificada per aquest gen va ser identificada per la seva repetició RED, un tram de residus repetits d'arginina, àcid glutàmic i àcid aspàrtic. La proteïna es localitza en punts discrets dins del nucli, excloent-ne el nucleòl. Se'n desconeix la funció. Aquest gen s'assigna al cromosoma 5; no obstant això, pot existir un pseudogen al cromosoma 2.
- XPO1: gen regulat pel cicle cel·lular que codifica una proteïna que intervé en el transport de proteïnes depenent del senyal d'exportació nuclear rica en leucina (NES). La proteïna inhibeix específicament l'exportació nuclear d'ARNrn de Rev i U. Participa en el control de diversos processos cel·lulars controlant la localització de ciclina B, MPAK i MAPKAP cinasa 2.
- POC1B: Les proteïnes POC1 contenen un domini WD40 N-terminal i un domini d'espiral en espiral C-terminal i són part dels centrosomes. Exerceixen un paper important en la formació del cos basal i dels cilis. Aquest gen codifica una de les dues proteïnes POC1 que es troben als éssers humans. La mutació en aquest gen dona com a resultat distròfia cons-bastons autosòmica recessiva.
- CEP104: codifica una proteïna centrosomal necessària per a la ciliogènesi i per a la integritat estructural de la punta ciliar. Conté tres dominis hidròfobs aminoterminals, dos llocs de glicosilació, quatre motius rics en cisteïna i dues regions amb homologia amb la proteïna NMDA 1 ionotròpica del receptor de glutamat. Durant la ciliogènesi, la proteïna codificada es transloca des de les puntes distals dels centríols a la punta del cili allargat. La destrucció de la proteïna a les cèl·lules pigmentàries de la retina humana dona com a resultat defectes greus en la ciliogènesi amb deformitats estructurals a les puntes ciliars.
- LRRC4: gen regulat als tumors cerebrals primaris. La proteïna codificada és rica en leucina.
- PAX4: membre de la família de factors de transcripció de caixa aparellada (PAX). Els membres d'aquesta família de gens contenen típicament un domini de caixa aparellat, un octapèptid i un homeodomini de tipus aparellat. Aquests gens tenen un paper fonamental durant el desenvolupament fetal i el creixement del càncer.
- PTGER3: la proteïna codificada és un membre de la família de receptors acoblats a la proteïna G. Aquesta proteïna és un dels quatre receptors identificats per a la prostaglandina E2 (PGE2). Aquest receptor pot tenir funcions que involucren activitats de digestió, del sistema nerviós, i reabsorció renal i contracció uterina.
- CD83: és una proteïna de membrana de tipus I de pas únic. Forma part de la família de receptors d'immunoglobulines. La proteïna codificada pot participar en la regulació de la presentació d'antígens. Una forma soluble d'aquesta proteïna es pot unir a les cèl·lules dendrítiques i inhibir-ne la maduració.
- VIPR2: codifica un receptor del pèptid intestinal vasoactiu. Aquest participa en la relaxació del múscul llis, la secreció exocrina i endocrina i el flux d'aigua i ions a l'epiteli pulmonar i intestinal. Les seves accions s'efectuen a través de receptors de membrana integrals associats amb una proteïna d'unió a nucleòtids de guanina que activa l'adenilat ciclasa.
- FLT1: codifica un membre de la família del receptor del factor de creixement endotelial vascular (VEGFR). Es tracta de tirosina cinases receptores (RTK) que contenen una regió d'unió a un lligant extracel·lular amb set dominis similars a la immunoglobulina, un segment transmembrana i un domini tirosina-cinasa (TK) dins del domini citoplàsmic. Aquesta proteïna s'uneix a VEGFR-A, VEGFR-B i al factor de creixement placentari i té un paper important en l'angiogènesi i la vasculogènesi. L'expressió d'aquest receptor es troba en cèl·lules endotelials vasculars, cèl·lules trofoblàstiques placentàries i monòcits de sang perifèrica.[16]

## Importància Clínica
S'ha demostrat que la CIP2A inhibeix l'activitat de la PP2A i que, per tant, és una proteïna promotora de tumors a partir de la regulació selectiva de MYC i E2F1. La CIP2A és considerada una de les oncoproteïnes humanes amb més interaccions reiterades amb una gran importància clínica. Es troba en sobreexpressió en aproximadament un 39%-90% de les mostres de pacients oncològics. En les cèl·lules canceroses l'expressió d'aquesta proteïna està induïda per la senyalització constitutiva de l'ADN danyat. Inclou moltes neoplàsies malignes humanes com: 
- Càncer de mama: La PP2A juntament amb MKP1 són les proteïnes (fosfatases) que influeixen en la senyalització de les cèl·lules tumorals de mama, en un grau prou alt per considerar-se biomarcadors clau de la malaltia. Mitjançant el tractament amb els fàrmacs docotaxel i doxorubicina per analitzar les respostes de línies cel·lulars de càncer de mama, « que la PP2A està inhibida per la hiperfosforilació i l'expressió de les molècules reguladores CIP2A i SET. S'indueix la seva activació mitjançant el fàrmac FTY720.
- Càncer gàstric En els teixits de càncer gàstric la CIP2A està present en la gran majoria i, quan s'aconsegueix reduir el nombre d'aquesta proteïna, inhibeix directament la proliferació de cèl·lules tumorals.
- Càncer de pròstata En aquest cas, la proteïna augmenta en les mostres de càncer de pròstata, tal com s'ha mencionat amb els altres casos, i la seva expressió és associada amb tumors d'alt risc i poc diferenciats.

A més a més dels esmentats, la CIP2A també es veu sobre expressada en el càncer de pulmó, el carcinoma oral de cèl·lules escamoses i, en addició, també està implicada en la resistència d’algunes leucèmies mieloides cròniques (LMC) a l’imatinib (Gleevec).
En el càncer de mama, l'expressió de CIP2A es correlaciona amb l'agressivitat de la malaltia, mentre que en el càncer gàstric i de pulmó, l'expressió de CIP2A prediu la mala supervivència dels pacients.
Fins a la data, s'ha observat que l'alta expressió de CIP2A prediu el mal pronòstic dels pacients en més d'una dotzena de tipus de càncer humà, el que la converteix en una de les oncoproteïnes humanes més freqüentment alterades amb rellevància clínica.
Per altra banda, també s'ha trobat que la CIP2A s'expressa en el cervell humà i el de ratolins adults normals, especialment en el bulb olfactori i l'hipocamp. S'ha detectat un augment del nivell de la proteïna en cervells de persones amb malaltia d'Alzheimer i en neurones exposades a Αβ. També s'ha observat que la CIP2A augmenta la fosforilació d'APP en T668, mitjançant la inhibició de PP2A, i que, per tant, promou el processament de p-secretases d'APP (proteïna precursora amiloide) i la producció d'Αβ.
La proteïna CIP2A pot provocar una hiperfosforilació de les proteïnes Tau, similars a les pròpies de la malaltia de l'Alzheimer i una localització anormal d'aquestes en el soma i les dendrites, així com la degeneració sinàptica. Per tant, la sobre expressió de CIP2A (en ratolins) provoca una plasticitat sinàptica aberrant i dèficits d'aprenentatge i memòria. Aquest fet expressa un paper fisiopatològic de la CIP2A en el desenvolupament de la malaltia de l'Alzheimer. Així doncs, amb el coneixement que Αβ indueix el dany oxidatiu del DNA, s'observa que hi ha un augment de l'expressió CIP2A, juntament amb una activitat retardada de la PP2A. Per aquesta raó, s'afirma que l'Αβ és un factor que indueix l'expressió CIP2A en pacients amb alzheimer. A més a més, l'envelliment suposa un risc afegit en el desenvolupament de la malaltia, ja que és un període en el qual l'ADN pot danyar-se amb major probabilitat, i conseqüentment, incrementar l'expressió de CIP2A.

### CIP2A i càncer colorrectal
S'ha demostrat que CIP2A participa en diversos processos biològics, com el desenvolupament, la transformació tumorigènica i la quimioresistència. Un estudi de 2020 aporta resultats relacionats amb la importància clínica, la funció i les vies rellevants de CIP2A, específicament en el càncer de còlon.

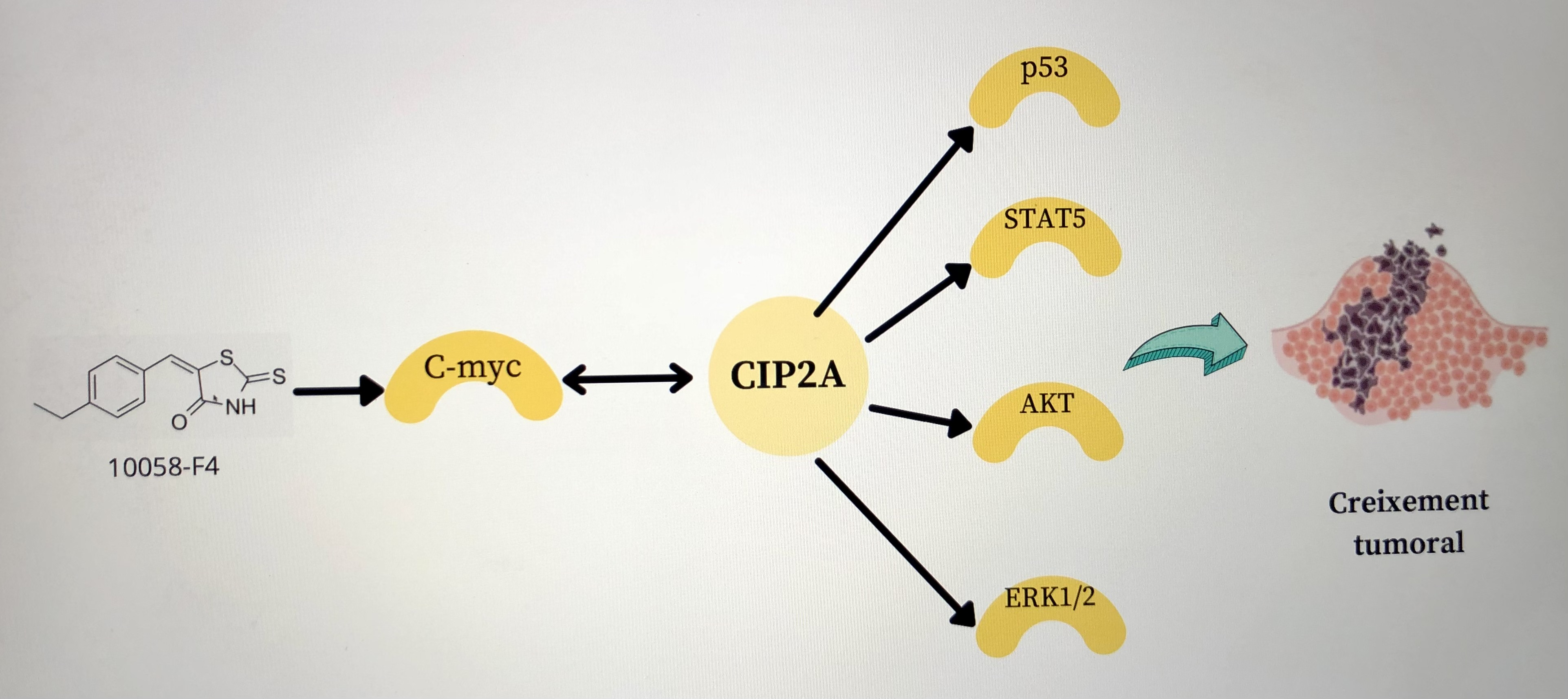
CIP2A en càncer de còlon

Una elevació de CIP2A podria resultar en un fenotip invasiu; promoure el desenvolupament de cèl·lules canceroses i esdevenir un mal pronòstic en pacients amb aquesta malaltia. Els anticossos anti-CIP2A podrien servir com a biomarcadors potencials utilitzats per diagnosticar el càncer de còlon.
CIP2A té un paper d'elevada importància en l'establiment de cèl·lules oncogèniques i en conseqüència, regula vàries vies de senyalització. La informació es basa en estudis funcionals i mecànics. Finalment es suggereix que CIP2A podria servir com un nou objectiu molecular per diagnosticar el càncer colorrectal.

### Artícles d'interès
- CIP2A, an oncoprotein, is associated with cell proliferation, invasion and migration in laryngeal carcinoma cells.
- Expression of CIP2A in renal cell carcinomas correlates with tumour invasion, metastasis and patients' survival.

### Bases de dades
- EMBL-EBI: PBDsum CIP2A Main chain
- Proteopedia